# Susanne Pfeffer
Pour les articles homonymes, voir Pfeffer.
 (6 mars 2019).
Le contenu est difficilement compréhensible vu les erreurs de traduction, qui sont peut-être dues à l'utilisation d'un logiciel de traduction automatique.
Susanne Pfeffer, née en 1973 à Hagen, en Rhénanie-du-Nord-Westphalie (alors en Allemagne de l'Ouest) est une historienne de l'art et commissaire d'exposition allemande. Depuis 2018, elle dirige le Museum für Moderne Kunst (MMK) à Francfort-sur-le-Main.

## Carrière
Susanne Pfeffer étudie à la Ruhr-Gymnasium à Witten puis l'histoire de l'art avec Horst Bredekamp à l'université Humboldt de Berlin. Elle termine ses études en 2001 avec une thèse. La même année, elle devient assistant d'exposition avec Udo Kittelmann à la Kölnischer Kunstverein, où elle collabore à la présentation de l'œuvre de Gregor Schneider, Totes Haus u r, à la Biennale de Venise 2001. En 2002, Kittelmann devient directeur du musée d'art moderne de Francfort-sur-le-Main, où Pfeffer le suit en tant qu'assistante.
En 2004, elle est nommée directrice artistique de la Künstlerhaus Bremen. De janvier 2007 à décembre 2012, Susanne Pfeffer est conservatrice en chef du Kunst-Werke Berlin et est directrice du musée Fridericianum à Cassel à partir de juin 2013. Depuis le 1er janvier 2018 Pfeffer — en tant que successeur de Susanne Gaensheimer — est directrice du Museum für Moderne Kunst de Francfort.
Pour son exposition Kenneth Anger au MoMA PS1, elle est récompensée en 2009 par la section américaine des critiques d'art AICA. En 2016, Pfeffer reçoit le premier prix du conservateur du magazine d'art ART. Son exposition Inhuman (2015) a été mise à l'honneur. « La série étudie avec ingéniosité la façon dont les gens changent grâce à une technologie inhumaine », a déclaré le jury.
En plus de nombreux engagements honorifiques, elle est également membre du jury du prix Kurt Schwitters du prix artistique Böttcherstrasse et du prix artistique de la Schering Foundation, ainsi que conseillère auprès du MoMA PS1 à New York. 
Jusqu'à présent, elle a organisé plus de soixante expositions. Pfeffer a édité de nombreux catalogues d'expositions et de monographies d'artistes.

## Travail de conservateur
En 2004, elle est nommée directrice artistique de la Künstlerhaus Bremen. Elle y présente de nombreuses expositions individuelles et collectives. Certaines "nouvelles découvertes" de Susanne Pfeffer y ont eu leur première exposition institutionnelle, comme Matthias Weischer avec Simultan, Emily Jacir avec Where We Come, David Zink Yi avec Alrededor del dosel / Treetops et Jonathan Monk avec Ocean Wave (2004).  En outre, elle a présenté aux pionniers du film Hans Richter avec The Absolute Film (2005) et Kenneth Anger avec Pleased to meet you (2006).  Elle a été commissaire des expositions de groupe telles que Bremer Freiheit avec, entre autres, des œuvres d'Olaf Nicolai, Thomas Rentmeister et Gregor Schneider, Not a Drop but the Fall d'après un concept d'exposition d'Elmgreen & Dragset ou encore Nichts weiter als ein Rendezvous avec des variations contemporaines du ready-made.   
En mai 2006, Susanne Pfeffer est curatrice pour le musée Museion de Bolzano de l'exposition Deutsche Wandstücke curated, dans les fresques et peintures murales de Ulla von Brandenburg ont montré, Katharina Grosse, Frank Nitsche, Gregor Schneider, Norbert Schwontkowski, Dirk Skreber et Matthias Weischer.  Elle avait invité les artistes au Tyrol du Sud pendant trois semaines pour travailler dans la tradition régionale de la peinture murale "al fresco". Pour la 9e Biennale d'art contemporain de Lyon, organisée en septembre 2007, elle est curatrice de The history of a decade that has not yet been named de l'artiste Annette Kelm. 

### Berlin
De janvier 2007 à décembre 2012, Susanne Pfeffer - en tant que successeur d' Anselm Franke - a été conservatrice en chef du Kunst-Werke Berlin.  Elle a notamment montré les expositions Joe Coleman. Internal Digging (2007), ... 5 minutes later (2008) avec des contributions de Robert Barry, Martin Boyce, Ulla von Brandenburg, Thomas Demand, Hans-Peter Feldmann, Douglas Gordon, Annette Kelm, Thomas Rentmeister et Andreas Slominski, Dreharbeit Mommartzfilm. Lutz Mommartz (2008) et l'exposition conjointe avec Ricarda Roggan (Still Life), Albrecht Schäfer (Winds and Windings  et Richard Serra (Thinking on Your Feet). De plus, elle  a dirigé le projet d'exposition continue Hotel Marienbad 01–10 (2008-2010). En 2011, Pfeffer a présenté l'exposition personnelle The Recovery of Discovery de Cyprien Gaillard. Le magazine américain Artforum a élu cette exposition comme "la meilleure de 2011". L'artiste  Absalon a dédié à Pfeffer sa première exposition personnelle complète qui a ensuite été présentée au musée Boijmans Van Beuningen (2012).

### Cassel
De 2013 à fin 2017, Pfeffer dirige le Fridericianum à Cassel où elle présente notamment la trilogie d'expositions Speculations on Anonymous Materials (2013), Nature after nature (2014) et Inhuman (2015). Elle consacre la première rétrospective complète au monde du cinéaste expérimental américain Paul Sharits. Les artistes britanniques Helen Marten et Tetsumi Kudo ont également présenté des expositions personnelles. À l'occasion du soixantième anniversaire de la documenta, Pfeffer organise une rétrospective de l'artiste belge Marcel Broodthaers.

### Venise: pavillon suisse
En 2015, elle est commissaire du pavillon suisse à la Biennale de Venise, où elle présente des œuvres de l'artiste helvético-allemande Pamela Rosenkranz. Rosenkranz et Pfeffer avaient déjà travaillé en étroite collaboration en 2013 lors de l'exposition Speculations on Anonymous Materials au Fridericianum.

### Venise: pavillon allemand et prix du lion d'or
Susanne Pfeffer a organisé la contribution allemande à le 57e Biennale de Venise en 2017.  Elle a invité l'artiste de Francfort Anne Imhof à développer l'œuvre Faust spécialement pour le pavillon allemand. L'œuvre résultante, intitulée Faust, était composée d'installations spatiales (de), de peintures, de sculptures et de performances. Le pavillon a été récompensé par le Lion d'or du meilleur pavillon national,. Dans sa déclaration, le jury a qualifié Faust « d'installation puissante et troublante qui pose des questions urgentes à notre époque et met le spectateur dans un état de peur. [...] le travail d'Anne Imhof est une réponse impressionnante à l'architecture du pavillon, une œuvre caractérisée par des décisions artistiques précises concernant les objets, les images, le corps et le son ».